# Hopfgarten im Brixental
Hopfgarten im Brixental is een gemeente in de Oostenrijkse deelstaat Tirol en maakt deel uit van het district Kitzbühel.
Hopfgarten im Brixental telt 5410 inwoners.

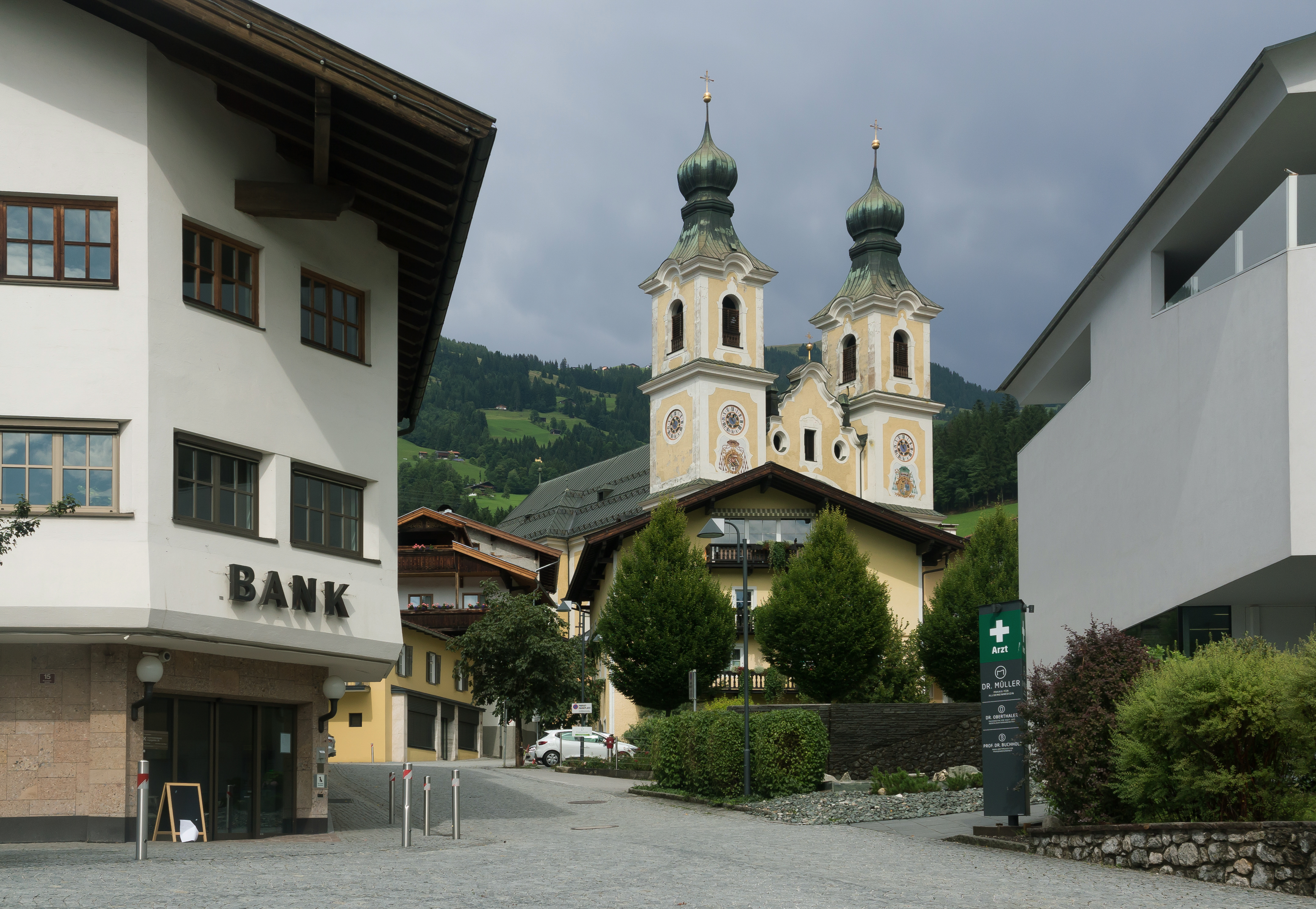
Katholieke kerk (Pfarrkirche Sankt Jakobus d. Ä. und Leonhard) in Hopfgarten

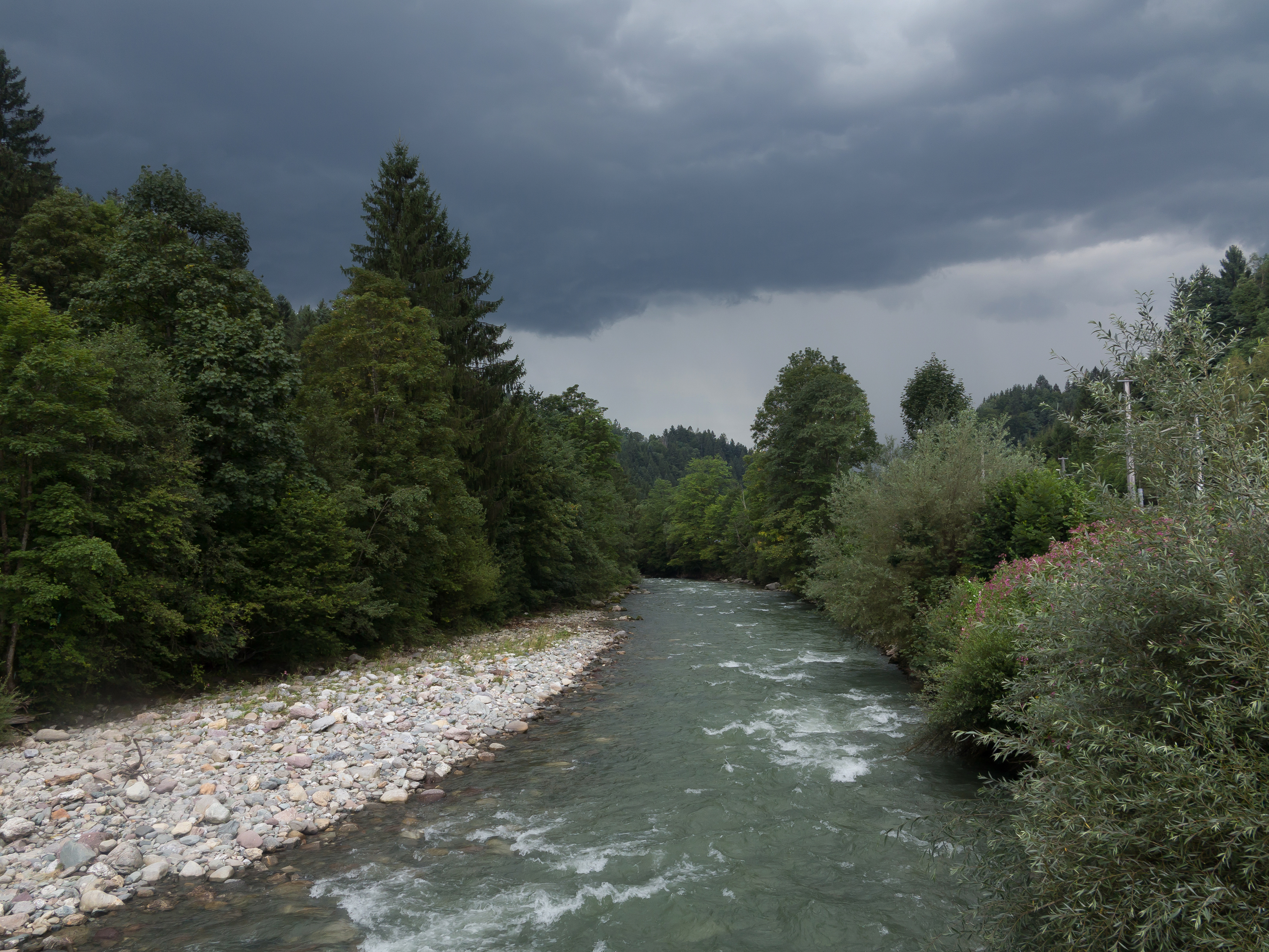
Brixentaler Ache in Hopfgaerten

## Plaatsen
- Hopfgarten im Brixental
- Kelchsau
- Pesendorf
- Penningdörfl

Aurach bei Kitzbühel ·
Brixen im Thale ·
Fieberbrunn ·
Going am Wilden Kaiser ·
Hochfilzen ·
Hopfgarten im Brixental ·
Itter ·
Jochberg ·
Kirchberg in Tirol ·
Kirchdorf in Tirol ·
Kitzbühel ·
Kössen ·
Oberndorf in Tirol ·
Reith bei Kitzbühel ·
Schwendt ·
St. Jakob in Haus ·
St. Johann in Tirol ·
St. Ulrich am Pillersee ·
Waidring ·
Westendorf
- Gemeinsame Normdatei: 4440212-0
- Library of Congress Control Number: nb2004305754
- MusicBrainz: 690e353a-aedc-4d78-be62-bfba2f91e16f
- Virtual International Authority File: 145669064
- WorldCat: E39PBJrGBgmh9b3wcRWPfk3qQq